# Taras Shevchenko
Taras Shevchenko (em ucraniano: Тарáс Григóрович Шевчéнко, transl. Tarás Hryhórovych Shevchénko; Morintsi, 25 de fevereiro (c. juliano) / 9 de março de 1814 — São Petersburgo, 26 de fevereiro (c. juliano) / 10 de março de 1861), foi um poeta, pintor, desenhador, artista e humanista ucraniano. Foi fundador da literatura moderna ucraniana e visionário da Ucrânia moderna. Sua maior obra foi a colectânea poética Kobzar.

## Biografia

### Infância e juventude

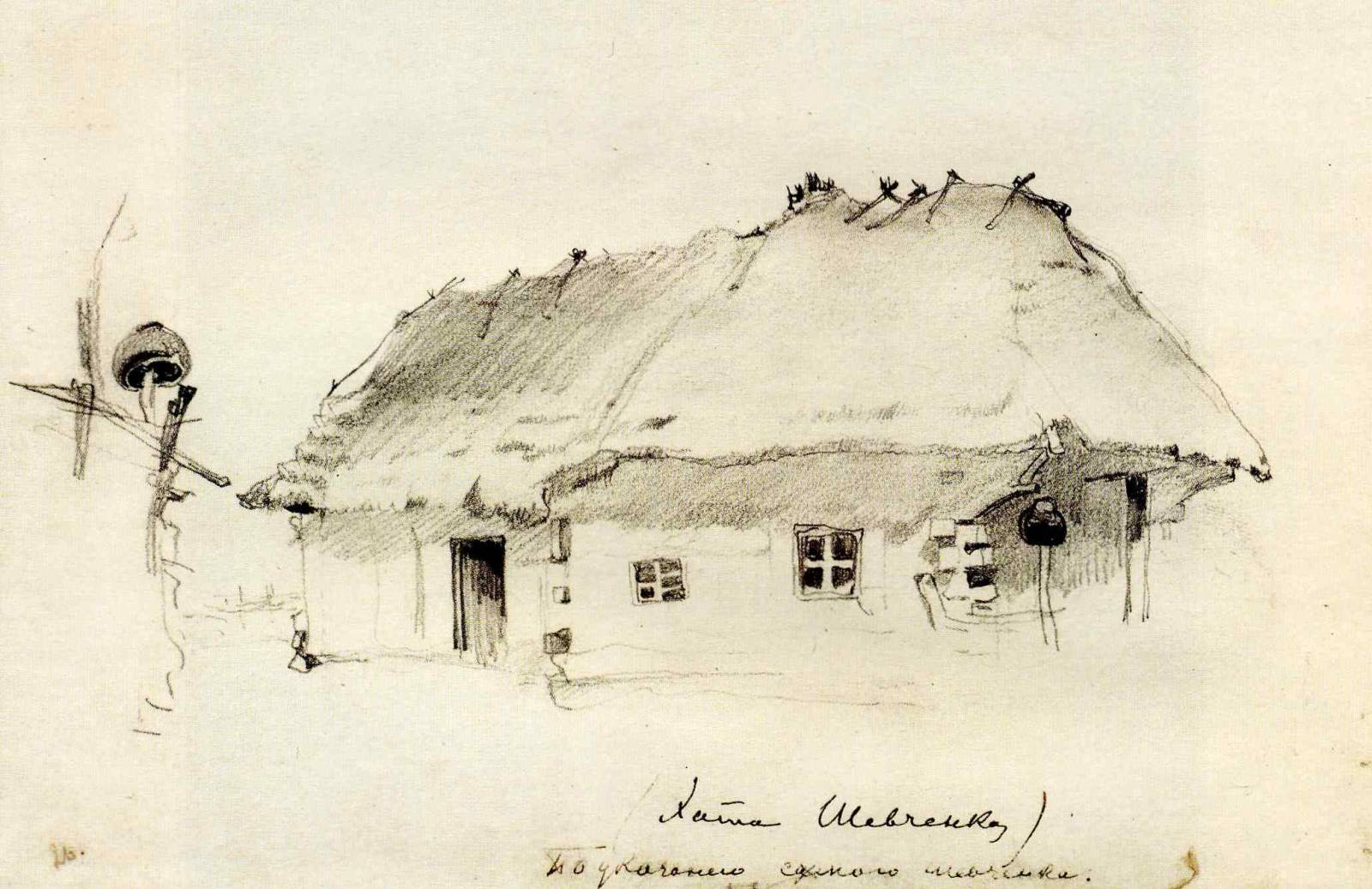
“Casa dos pais na aldeia de Kirílivka” (Shevchenko, 1843)

Taras Shevchenko nasceu em 9 de março de 1814 na aldeia de Mórintsi, condado de Pedinivka, distrito de Zvenigoródka, gubernia de Quieve, no Império Russo (atual região de Tcherkássi, Ucrânia). Ele foi o terceiro filho dos camponês-servos Grigori Ivánovitch Shevchenko e Katerína Iakímivna depois de sua irmã Katerina (1804 – cerca de 1848) e do irmão Mikíta (1811 – cerca de 1870).
De acordo com traduções relacionadas, os avós e bisavós de Taras por parte dos pais descendem do cossaco Andrei, que no início do século 18 veio de Sitch do Zaporíjia. Os pais de sua mãe, Katerína Iakímivna Boiko, eram imigrantes de Ciscarpátia.
Em 1816, a família Shevchenko mudou-se para a aldeia de Kirílivka, distrito de Zvenigórodka, de onde veio Grigori Ivánovitch. Os anos de infância de Taras passaram nesta aldeia. Em 1816 nasceu a irmã de Taras Iarina, em 1819 a irmã Maria, e em 1821 nasceu o irmão de Taras Iosip.
No outono de 1822, Taras Shevchenko começou a aprender a ler e escrever com o escriturário Sovgir. Ao mesmo tempo, conheci as obras do escritor ucraniano Grigori Skovorodá.
Em 10 de fevereiro de 1823, sua irmã mais velha, Katerína, casou-se com Antón Krassítski, um camponês de Zelena Dibrova, e em 1º de setembro de 1823, sua mãe Katerína morreu de muito trabalho e pobreza.
Em 19 de outubro de 1823, seu pai se casou pela segunda vez com a viúva Oksana Terechtchenko, que já tinha três filhos. Ela maltratava suas crianças não nativas, em particular com o pequeno Taras. Em 1824, a irmã de Taras, Maria, nasceu do segundo casamento paterno. O menino foi negociar com o pai. Ele visitou Zvenigoródka, Uman, Ielisavetgrad (agora Kropivnítski). Em 2 de abril de 1825, o pai morreu e logo a madrasta voltou com seus três filhos para Mórintsi. No final, Taras foi forçado a deixar a casa. Por algum tempo, Taras viveu com o tio Pavló, que, após a morte de seu pai, tornou-se o guardião dos órfãos. Em conversa com o biógrafo do poeta Mikhailo Tchali, Iarina caracterizou Pavlo como um “grande atormentador”, Taras trabalhava com ele na fazenda, mas no final ele não aguentou as difíceis condições de vida e passou a trabalhar para o novo diácono de Kirílivka, Petró Fedorovitch Bogórski.
Ele carregava água, esquentava a escola, servia o diácono, lia o saltério sobre os mortos e estudava. Incapaz de suportar a intimidação de Bogórski e sentindo um grande desejo de pintar, Taras fugiu do diácono e começou a procurar um professor-pintor nas aldeias vizinhas. Por vários dias ele trabalhou como operário e estudei pintura com o diácono Iefrema (aldeia Líssianka, distrito de Zvenigoródka, agora região de Tcherkássi). Ele também teve professores-pintores da aldeia de Steblív, distrito de Kaniv e da aldeia de Tarássivka, distrito de Zvenigoródca. Servindo com o padre Grigori Kochitsa, Taras visitou Bogusláv, as cidades de Burtí e Chpola.
Em 1828, Shevchenko foi levado como cossaquinho (servo) ao palácio do senhor em Vilchana (distrito de Zvenigoródka, região de Quieve), quando solicitou permissão para estudar com o pintor de Khlipnivka. No mesmo ano morreu o aristocrata russo Vassili Engelhardt e a vila de Kirilivka tornou-se propriedade de seu filho, Pavel Engelhardt, que nomeou Taras como seu próprio funcionário da corte no palácio de Vilchana.
Quase dois anos e meio, do outono de 1828 ao início de 1831, Shevchenko ficou com seu mestre em Vílnius. Em 18 de dezembro de 1829, ele pegou Taras à noite desenhando o cossaco Matvi Platov, o herói da guerra franco-russa de 1812, amarrotou as orelhas e ordenou que ele cumprisse a pena de limpar o estábulo. No dia seguinte, a ordem foi cumprida pelo cocheiro Sidorka. Os detalhes da vida em Vílnius são pouco conhecidos. Provavelmente, Taras assistiu a palestras sobre desenho de Ian Rustem, professor de origem armênia da Universidade de Vílnius. Shevchenko poderia ter sido uma testemunha ocular da levante polonesa em 1830. Desde então, o desenho “Cabeça feminina” de Taras foi preservado, indicando uma posse quase profissional de desenho a lápis. Nesta cidade Taras conheceu a costureira polonesa Jadwiga Gusikowska, a quem ele escolheu chamar de Dunia. Ele conhecia a língua polaca da Ucrânia, onde naquela época era bastante comum. Com Gusikowska, o jovem aprimorou seus conhecimentos da língua polaca, pôde ler as obras do grande poeta polonês Adam Mickiewicz no original.

### Os primeiros anos em São Petersburgo. A redenção da servidão (1831–1838)
Tendo se mudado de Vílnius para São Petersburgo em 1831, o proprietário de terras Pavel Engelhardt levou Shevchenko com ele e, para posteriormente se beneficiar das obras de arte de seu próprio “artista de quarto”, assinou um contrato e o entregou à ciência para quatro anos para o pintor Vassili Chiriáiev, de quem e Taras se estabeleceram até 1838. No artel de Chiriáiev, Shevchenko estava rodeado pelos mesmos jovens capazes que ele — gente das camadas inferiores do povo — servos ou libertados da servidão e pequenos burgueses, que aspiravam a dominar a arte da pintura, a se tornarem artistas. Chiriáiev tratou seus alunos com rigor, em sua autobiografia e história “O Artista” Shevchenko escreveu sobre ele como “um homem ganancioso, rude, duro e despótico”. Normalmente Chiriáiev fechava contratos por oito anos: cinco deles eram alocados para treinamento e, nos três anos seguintes, o aluno deveria “servir ao mestre para treinamento”, trabalhando para ele. Durante cinco anos, o proprietário ensinou o aluno a desenhar e escrever “figuras mitológicas e históricas e enfeites de porcelana, flores e enfeites com cola e tintas a óleo”. Ele tinha que dar moradia, alimentar e vestir o aluno, e o aluno obedecer ao mestre e não sair sem permissão. Após o término do contrato, o proprietário se comprometeu a dar ao aluno “roupas decentes” ou 100 rublos e enviar 150 rublos aos pais do aluno. Durante a execução dos contratos do artel, Shevchenko dominou a arte da pintura decorativa, em particular durante a pintura do Grande Teatro de Pedra em São Petersburgo como aprendiz de desenhista. Após a conclusão bem-sucedida das obras no Grande Teatro em novembro de 1836, o artel trabalhou sob contrato com o escritório dos teatros imperiais até o verão de 1838: realizou trabalhos de pintura, fez cenários, na primavera de 1838 repintou os tetos dos teatros Aleksandrínski e Mikháilovski. Outra das empreitadas mais importantes foi a pintura dos edifícios do Senado e do Sínodo, que foram reconstruídos.

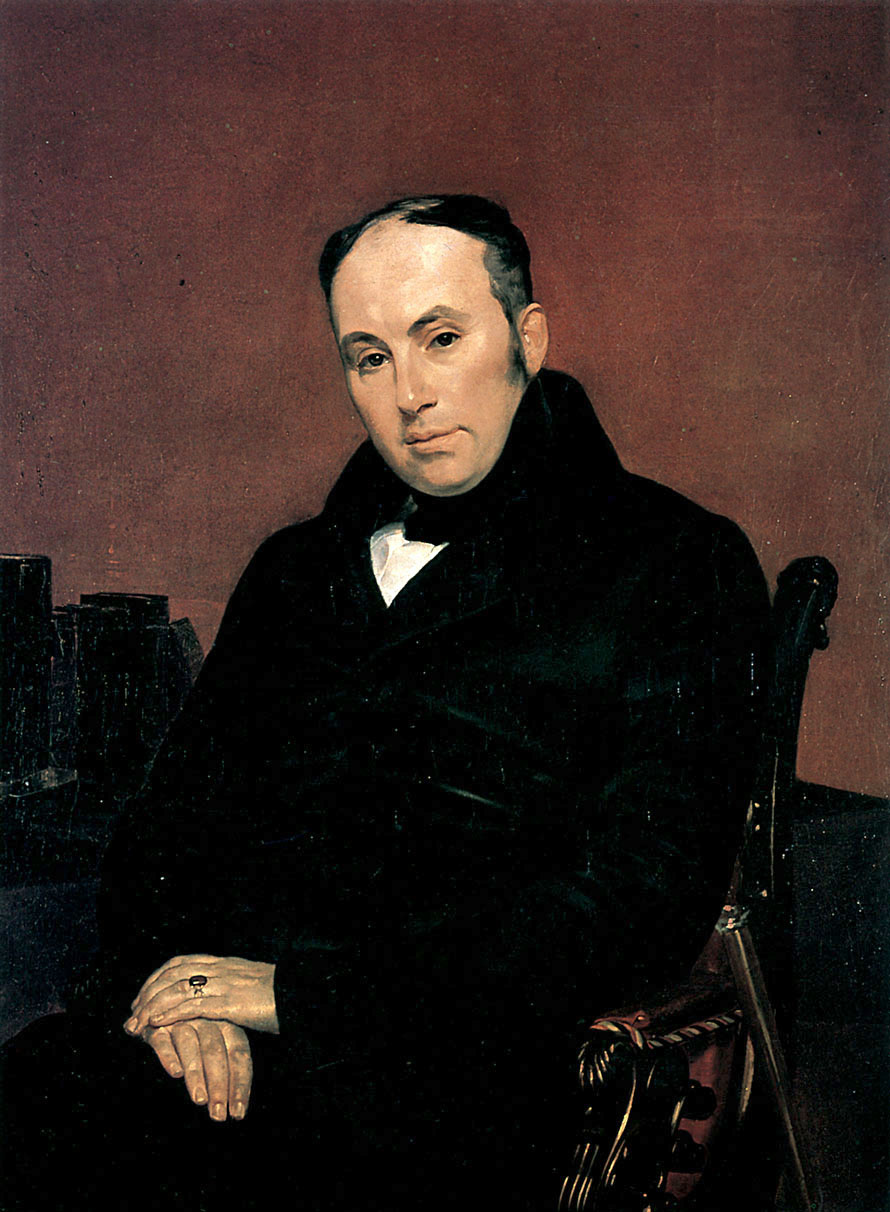
Karl Pávlovitch Briullov. Retrato do poeta Vassili Jukóvski (1837–38)

Em 1835–36, Shevchenko criou várias composições complexas de várias figuras sobre o tema da história antiga e da Rus Quievana. Em 1836–37, Shevchenko criou o desenho “Morte de Bohdan Khmelnitski”, que retrata o momento da morte do primeiro hetman (chefe) e criador do Hetmanato cossaco. Mas o desenho mais perfeito sobre o tema histórico deste período é a “Morte de Sócrates” de 1837, que se distingue pela confiança do desenho, pela transmissão da iluminação e pelo agrupamento das figuras. Durante esses anos, Shevchenko teve o maior sucesso no gênero retrato em aquarela, graças ao domínio da experiência de outros artistas, em particular de Piotr Sokolov. Ele pintou seu primeiro retrato em aquarela em 1833, era um retrato de Pavel Engelhardt. Durante esses anos, Shevchenko se dedicou intensamente à autodidata, conheceu obras de arte, originais e gravuras delas.
À noite, nas horas vagas, Shevchenko ia ao Jardim de Verão, retratava estátuas. No verão de 1836, durante uma das sessões noturnas de desenho no Jardim de Verão, ele conheceu seu conterrâneo, o artista Iván Sochenko, e por meio dele com Ievguên Grebinka, Vassil Grigorovitch e Aleksei Venetsianov, que apresentou Taras ao influente poeta na corte real Vassili Jukóvski. Sochenko persuadiu Chiriáiev a deixar Shevchenko ir por um mês para que ele pudesse visitar as salas de pintura da Sociedade Imperial de Incentivo às Artes. O comitê desta sociedade, “tendo examinado os desenhos do aluno externo Shevchenko”, decidiu “mantê-lo em mente para o futuro”.
Apollon Mokritski, um artista, aluno de Briullov e amigo de Shevchenko, que tomou a iniciativa de atrair Briullov para libertar Taras da servidão, anotou em seu diário, que na quarta-feira, 31 de março de 1837, mostrou a Briullov um poema de Shevchenko. Briullov ficou “muito satisfeito com ele e, vendo nele os pensamentos e sentimentos do jovem, decidiu tirá-lo do estado de tributação (servidão)”. Shevchenko começou a praticar a versificação sob a impressão de seu encontro com obras ucranianas visitando Ievguên Grebinka em julho de 1836. Grebinka foi o primeiro a perceber e apoiar o talento poético de Shevchenko, tornando-se seu primeiro inspirador literário e professor. A primeira “obra-prima” poética reconhecida de Shevchenko é a balada “Causal” («Причинна»). As noites literárias aconteciam semanalmente no apartamento de Grebinka, que Shevchenko também visitava.
Na primavera de 1838, Karl Briullov e Vassili Jukóvski decidiram redimir o jovem poeta da servidão. Engelhardt concordou em libertar o servo por muito dinheiro, por 2500 rublos. Para conseguir esse dinheiro, Karl Briullov pintou um retrato de Vassili Jukóvski, tutor do herdeiro do trono Aleksandr Nikolaievitch Romanov, e o retrato foi sorteado em uma loteria da qual participou a família imperial. A loteria ocorreu em 4 de maio de 1838 e, em 7 de maio, Shevchenko recebeu um certificado de liberação.

### Aluno da Academia de artes de São Petersburgo. OKobzar(1838–1843)

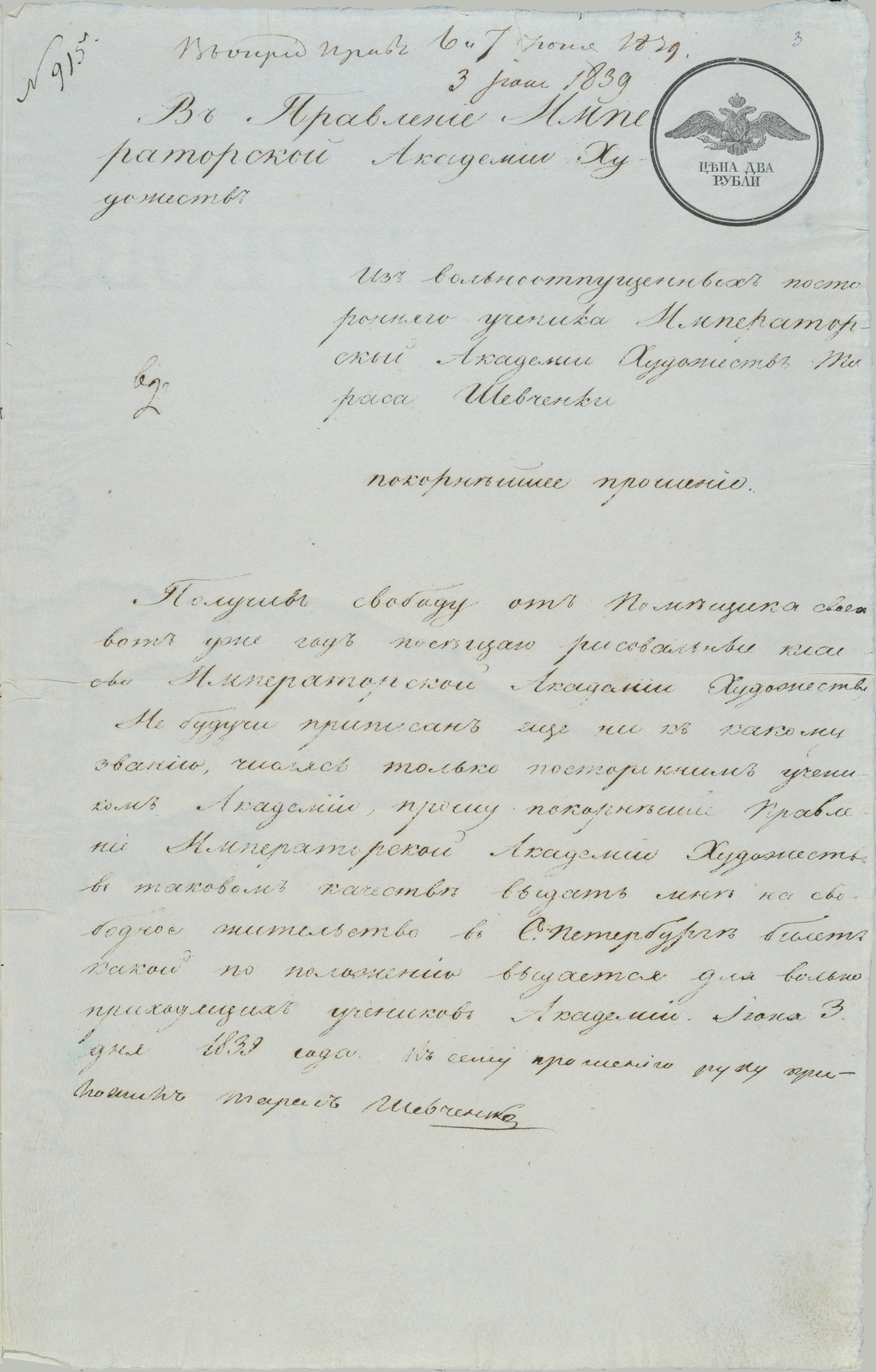
Declaração de Shevchenko ao conselho da Academia de artes sobre a emissão de um ingresso para o direito de morar em São Petersburgo (1839)

Tendo certificado sua libertação na Câmara do tribunal civil de São Petersburgo, Shevchenko tornou-se aluno da Academia de artes, onde Karl Briullov se tornou seu mentor. Segundo Shevchenko: “chegou a época mais brilhante de minha vida, dias inesquecíveis e dourados” de estudar na Academia de artes, à qual dedicou a história autobiográfica “O Artista” em 1856.
A partir de junho de 1838, Shevchenko se estabeleceu em um apartamento na casa número 100 do segundo bairro da Ilha de Vassiliev, não muito longe da Academia de artes. Mas na maior parte do tempo ele passou na Academia e na oficina de Karl Briullov. Devido à reorganização de 1840, a Academia de artes deixou de ministrar disciplinas de educação geral. Todos os alunos frequentavam apenas aulas especiais, das quais eram seis: duas aulas de desenho, onde os alunos copiavam de gravuras originais; duas aulas de trabalho com gesso, em uma das quais pintaram, copiando de cabeças de gesso, e na segunda, de figuras de gesso; aulas de modelo vivo; e uma aula pitoresca, onde foram feitos estudos com óleo vegetal. Shevchenko chegou à Academia com um nível de treinamento bastante alto. Ele passou nos primeiros exames na classe de figuras de gesso. A etapa anterior de formação, nomeadamente o desenho de originais e cabeças de gesso, foi por ele percorrida por conta própria, ainda antes de ingressar na Academia, com a ajuda de amigos artistas (I. Sochenko, A. Mokritski e outros) e como aluno externo da Sociedade de Incentivo às Artes. Shevchenko também pintou cabeças de gesso antes mesmo de ser libertado da servidão na aula de desenho da Sociedade de incentivo às artes e na Academia de artes.
Shevchenko passou no primeiro exame de desenho em 23 de junho de 1838. As notas eram dadas a partir do primeiro número, que era a nota mais alta, e assim por diante, dependendo do número de desenhos enviados pelos alunos. Iván Soсhenko recebeu o quinto número, Shevchenko o décimo terceiro. Desde setembro do mesmo ano, no chamado terceiro exame (para um terço do ano), onde Karl Briullov foi o próximo professor, Shevchenko recebeu o décimo primeiro número, em 4 de outubro de 1838, no exame mensal, ele foi premiado com a pontuação mais alta, com o primeiro número, no final do mesmo mês com o terceiro número, um mês depois, 30 de novembro, com o segundo. Conseguir três vezes números tão altos foi considerado um grande sucesso e motivou a transferência para a próxima turma de modelo vivo antes mesmo do final do ano letivo. No terceiro exame em 24 de dezembro de 1838, Shevchenko já desenhou da modelos vivos, onde recebeu o quarto número. Ao mesmo tempo, ele experimentou desenhos composicionais independentes. O primeiro deles, “Banquete cossaco”, foi criado em 25 de dezembro de 1838. Seus sucessos ao mesmo tempo atraíram a atenção da Sociedade Imperial de Incentivo às Artes, cujo Comitê em 16 de dezembro de 1838, tendo considerado os desenhos apresentados por Shevchenko, decidiu prendê-lo na primeira vaga. E um mês depois, em 20 de janeiro de 1839, o Comitê decidiu “nomear o artista Shevchenko por 30 rublos por mês de manutenção, que será nomeado a partir de 1º de janeiro deste ano”. 23 de novembro de 1838 Shevchenko se estabeleceu no apartamento de Iván Sochenko na casa número 47 na 4ª linha da Ilha de Vassiliev.
Sochenko criticou Shevchenko não apenas por escrever poesia, mas também pelo fato de ter começado a levar uma vida secular, em particular, junto com Karl Briullov, ele costumava ir a noites literárias e musicais, visitava escritores, artistas e começou a se vestir melhor. Mas, ao contrário dos temores de Sochenko, a vida frívola de Shevchenko não o impediu de criar várias obras-primas poéticas durante esse período. Novos contatos com artistas e escritores, com o mundo literário e artístico, visitando círculos e noites literárias e musicais, ao contrário, enriqueceram e expandiram os horizontes de Shevchenko, estimularam-no à criatividade poética. De Sochenko, em fevereiro de 1839, Shevchenko mudou-se para a casa número 182 do segundo bairro da Ilha de Vassiliev da cidade para o apartamento de madame Johanson. Ele não morou lá por muito tempo e logo se mudou para o apartamento de seu amigo, aluno de Karl Briullov, Grigori Kárpovitch Mikháilov na casa de G. Arens na 7ª linha da Ilha de Vassiliev. Desde o início de 1839, Shevchenko estava na classe de modelo vivo da Academia de artes, onde pintou intermitentemente até 1844. No primeiro terceiro exame em 29 de abril de 1839, Karl Briullov apontou o desenho de Taras como o melhor. Então ninguém recebeu o primeiro e o segundo número, Shevchenko recebeu o terceiro. O Conselho da Academia de artes concedeu-lhe uma medalha de prata de segundo grau.

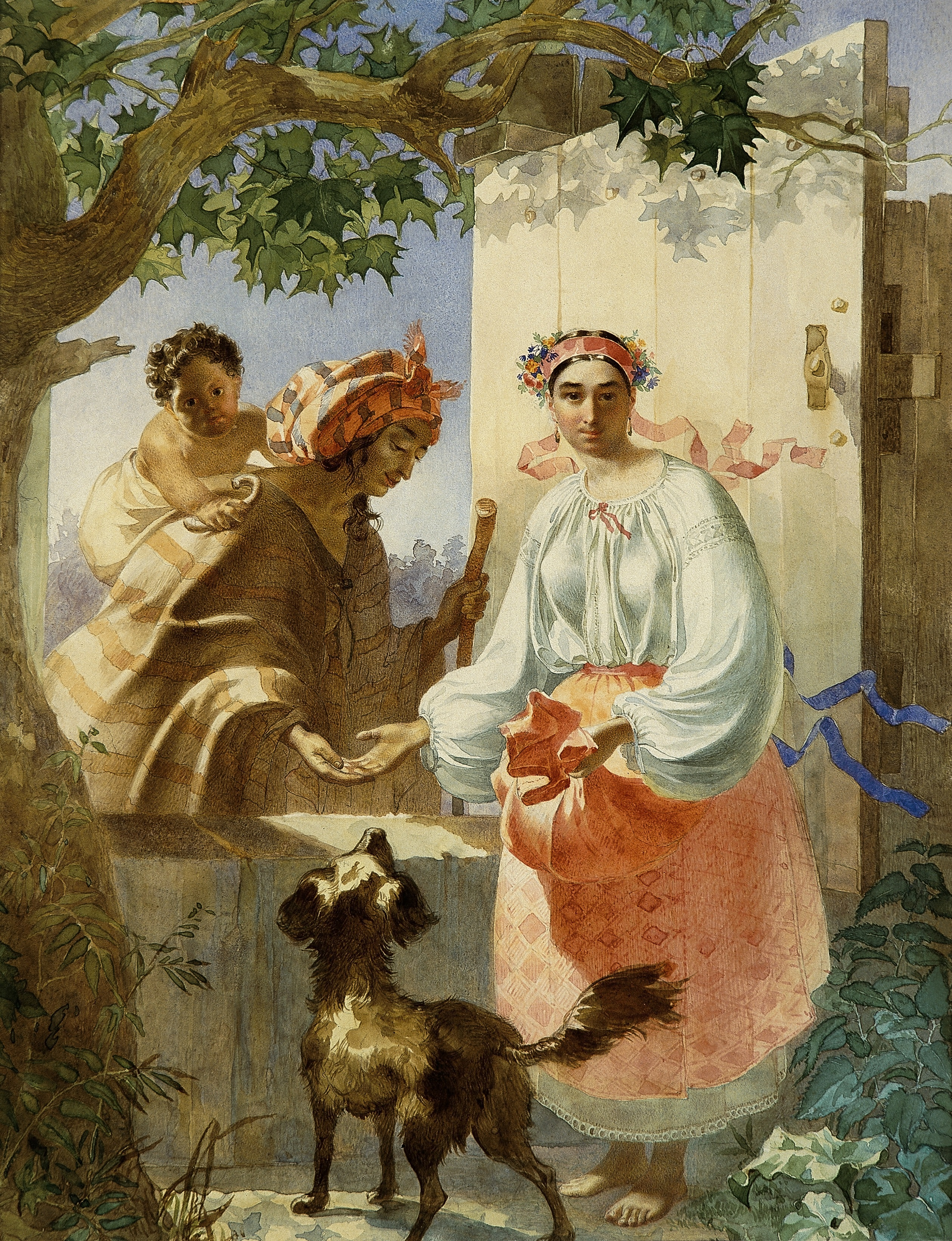
“A cigana-adivinhadora” (1841)

Em 1839, Shevchenko começou a dominar a técnica da pintura a óleo, suas primeiras tentativas incluem “Modelo na pose de São Sebastião” («Натурщик у позі св. Себастіяна»). A partir de novembro de 1839, Shevchenko viveu com um jovem escultor-medalhista Fiódor Ponomarev, que tinha uma oficina com mezaninos na Academia, ao mesmo tempo que estava gravemente doente com tifo. Em março de 1840, devido à reorganização da Academia, todos os alunos foram despejados de suas dependências. Nessa época, Shevchenko apresentava estudos de óleo para exames mensais. Em 27 de setembro de 1840, o Conselho da Academia de artes premiou com a medalha de prata de segundo grau sua primeira pintura a óleo independente “Um menino mendigo dando pão a um cachorro” («Хлопчик-жебрак, що дає хліб собаці»). Além disso, o Conselho e a Assembleia geral da Academia de artes expressaram “elogios” ao autor. O sucesso de Shevchenko também foi notado pela Sociedade de Incentivo às Artes, cujo Comitê aceitou por escrito expressar sua prontidão em apoiá-lo no futuro no esforço para dominar a arte da pintura. Enquanto estudava na Academia, os fundamentos materialistas das visões artísticas de Shevchenko foram formulados gradualmente. No terceiro exame em 24 de dezembro de 1840, Shevchenko recebeu o quinto número para o sorteio “Modelos”. Este é o único desenho sobrevivente daqueles, que ele completou em seus terceiros exames na aula de modelo vivo. Data deste período o seu primeiro autorretrato em óleo.
Em 1840, Shevchenko conheceu Vassili Sternberg, que se tornou seu grande amigo. Shevchenko também se tornou amigo do artista K. Joachim, a quem Sternberg também o apresentou. Aproximadamente em 1840, segundo os pesquisadores, em São Petersburgo, Shevchenko conheceu Iákiv Guerásimovitch Kukharenko, escritor e ataman do exército cossaco do Mar Negro, que mais tarde também se tornou seu amigo e interlocutor por quase 20 anos de correspondência.
No final de 1839, Shevchenko conheceu Piotr Ivánovitch Mártos, amigo de Ievguên Grebinka, Apollon Mokritski e Nestor Kukolhnik. Tendo conhecido acidentalmente as obras manuscritas de Shevchenko e maravilhado com elas, Piotr Mártos demonstrou grande interesse por elas. Ele consultou Ievguên Grebinka e sugeriu que Shevchenko as publicasse como um livro separado, que mais tarde foi chamado de “Kobzar” («Кобзар»). Como lembrou Mártos, Shevchenko não concordou imediatamente com a publicação, ele teve que ser persuadido. Os pensamentos e humores de Shevchenko antes da publicação da coleção foram refletidos no poema “Ó, meus pensamentos, meus pensamentos” («Думи мої, думи мої»). A participação direta ativa na publicação de “Kobzar” foi assumida por Ievguên Grebinka, foi ele quem submeteu o manuscrito ao Comitê de сensura de São Petersburgo. Antes disso, Mártos retirou de “Kobzar” aquelas partes do texto, que poderiam se voltar contra ele como um editor em apuros. O censor Piotr Korsakov, cedendo ao pedido de Mártos e assinando o “Kobzar” para publicação sem primeiro ler seus “pontos problemáticos”, posteriormente, tendo lido o texto impresso, também retirou trechos de conteúdo não censurado e só depois deu permissão para a publicação do livro.
Em 4 de maio de 1840, apareceu o primeiro anúncio impresso para a venda do “Kobzar” vendido rapidamente; seu lançamento, mesmo cortado pela censura, foi um evento de grande significado literário e social na vastidão do império. O primeiro “Kobzar” ainda não tinha apelos abertos à ação revolucionária, mas todo continha um protesto contra a injustiça social e as aspirações por uma vida livre. No desenvolvimento de temas históricos, Shevchenko não evitou uma certa idealização do passado da Ucrânia. As obras de Shevchenko chegaram à Bielorrússia, ao Cáucaso e ao exterior (em Praga). Oleksandr Afanássiev-Tchujbínski, que serviu no Cáucaso em meados do século XIX, escreveu: “Onde quer que eu encontrasse alguns ucranianos, no círculo de oficiais ou em algum regimento, em todos os lugares eu encontrava cópias surradas de ‘Kobzar’ e ‘Haidamákos’ e total e sincera simpatia por seu autor”. A reação dos críticos russos foi principalmente agressiva: um revisor do “A abelha do norte” escreveu que “não existe uma língua ucraniana separada”, outros revisores chamaram o idioma ucraniano de “dialeto híbrido”, “sem perspectiva” e “rústico” e acreditavam, que o idioma ucraniano não tinha chance de existir.
Quase simultaneamente com “Kobzar”, em 12 de março de 1840, Ievguên Grebinka submeteu ao Comitê de censura de São Petersburgo o manuscrito do almanaque “Andorinha”, que incluía as obras de Shevchenko, em particular “Causal” e o poema “Ó, vento selvagem, vento violento!” («Вітре буйний, вітре буйний!») e “A água flui para o mar azul” («Тече вода в синє море»). Se “Kobzar” foi publicado um mês após receber permissão de censura, “Andorinha” foi publicado apenas um ano depois. O censor Piotr Korsakov assinou permissão para lançamento do almanaque em 27 de abril de 1841.
Em 8 de novembro de 1841, Shevchenko submeteu o manuscrito de “Haidamákos” («Гайдамаки») ao Comitê de censura de São Petersburgo, que foi novamente censurado por Piotr Korsakov, que não submeteu a obra à consideração do Comitê de censura e deu permissão para liberá-lo para venda em seu próprio perigo e risco. Os “Haidamákos” cantaram os eventos da rebelião cossaca e dos camponeses ucranianos contra a opressão imperial polonesa, conhecidos como Kolívchtchina; foram baseados em lendas folclóricas, anteriormente nas histórias do avô de Taras, Iván Andríovitch Shevchenko. A princípio, os “Haidamákos” assustaram o censor com seu espírito revolucionário, por isso manteve o manuscrito sem aprovação por dezoito dias, durante os quais fez retiradas profiláticas de versos e expressões individuais; ele deu permissão para a venda do poema com um atraso de três meses. Contrariamente às aspirações de Shevchenko, seu patrono Vassil Grigorovitch não se tornou o editor do poema. Se “Kobzar” foi distribuído às suas próprias custas por Piotr Mártos, desta vez todos os aborrecimentos associados à publicação de “Haidamákos” recaíram sobre Shevchenko. Vissarion Belinski saudou o poema com críticas contundentes, no jornal “Notas domésticas” (em russo:  «Отечественные записки») ele atribuiu a Taras Shevchenko uma “tendência à complexidade pomposa romântica” e “um grande número das palavras e expressões mais vulgares e bazaristas (demóticas)”. Quarenta anos depois, Iván Frankó também avaliou o poema de forma extremamente negativa, acreditando que ele não continha “a descrição correta desta época histórica”. Seguindo os “Haidamákos”, Shevchenko escreveu o poema “Mariana, a freira” («Мар'яна-черниця»), a balada “A afogada” («Утоплена»), o grande poema em russo “A cega” («Слепая»). Em 8 de dezembro de 1841, enviou as duas primeiras obras, junto com uma canção do drama russo “A noiva” («Наречена») e o poema “É difícil e duro viver no mundo” («Тяжко-важко в світі жити»), a Grigori Kvitka-Osnoviánenko para serem colocadas no almanaque “Lua Nova” («Молодик»). Também nessa época, Shevchenko escreveu a obra dramática “A bela cega” («Сліпа красуня»), que não sobreviveu.

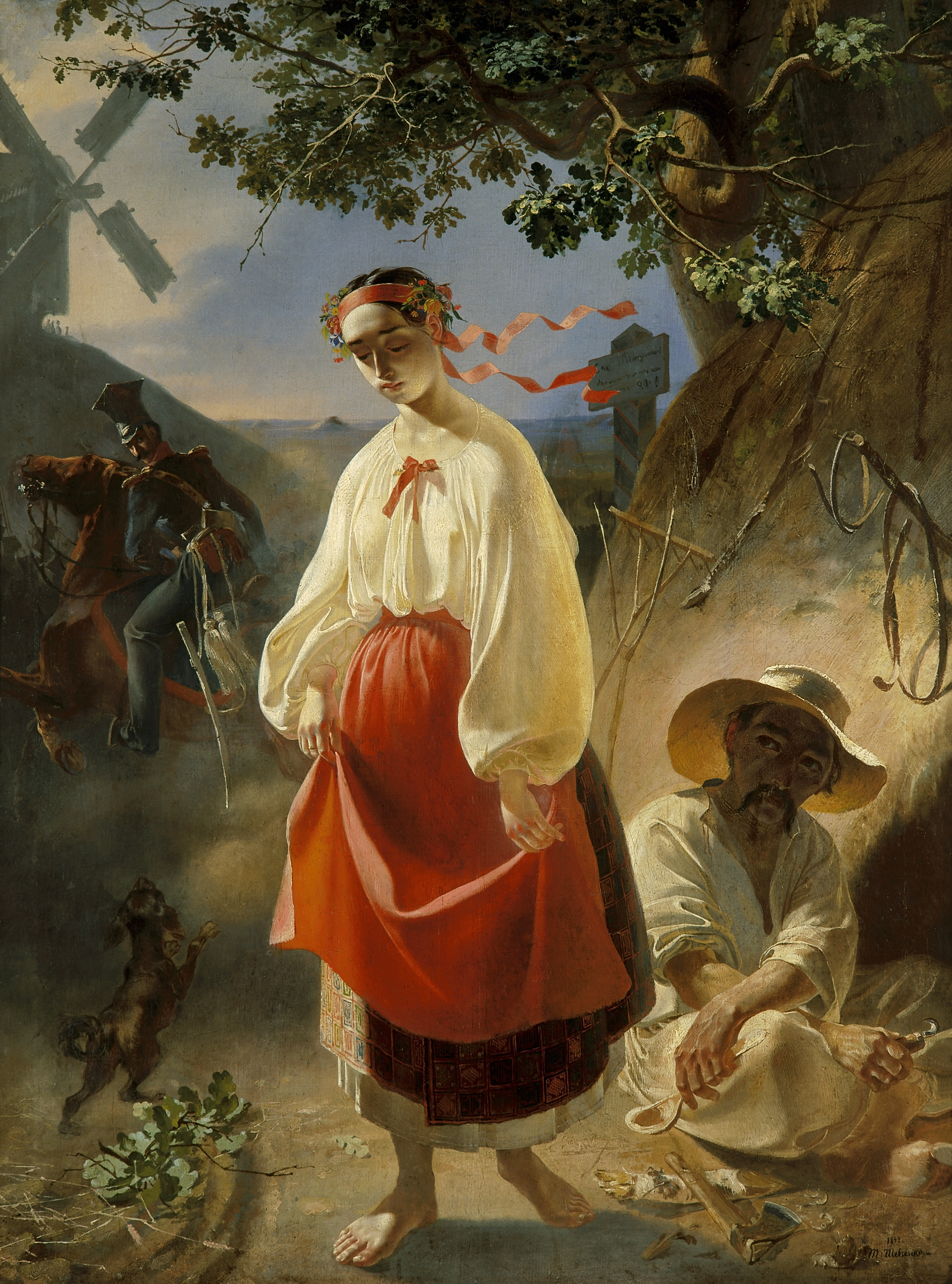
«Katerina» (1842)

Em 6 de setembro de 1841, o Conselho da Academia de artes concedeu a Shevchenko uma medalha de prata de segundo grau pela terceira vez, pela pintura “A cigana-adivinhadora”. Em 28 de novembro, no exame de desenho, recebeu o quinto número. Os exames subsequentes não lhe trouxeram resultados tão altos, mas ele não recebeu notas abaixo da média. Em 23 de dezembro de 1841, ele recebeu o 19º número de 49; 31 de janeiro de 1842 o 39º de 59, 11º para pintura de modelo vivo; em 26 de fevereiro do mesmo ano, ele recebeu o 17º número de 53. Em 16 de maio de 1842, a Sociedade de Incentivo às Artes expulsou Shevchenko de seus pensionistas, atendendo à demanda do tesoureiro Andrei Sapojnikov, que acusou o artista de “não frequentar aulas acadêmicas por 7 meses e não apresentar nenhuma de suas obras ao Comitê, não prestando atenção aos avisos”. Porém, logo, em um relatório sobre as atividades da sociedade de 28 de abril de 1842 a 28 de abril de 1843, outra explicação apareceu para a saída de Shevchenko dos pensionistas, sem referência ao seu sucesso insuficiente, que indicava, que alguns artistas “podem se sustentar e existem por seus próprios trabalhos”. Shevchenko, inesperadamente privado de apoio material, só podia contar com seus próprios ganhos, que não eram sistemáticos nem significativos. Os seus contemporâneos têm lembranças de seu trabalho árduo enquanto estudava na Academia de artes em retratos em aquarela encomendados. A falta de dinheiro obrigou Shevchenko a atuar como ilustrador de publicações de livros, o que não o impressionaram em conteúdo e direção. A primeira ilustração de livro, que ele criou, foi o desenho “O monge católico” para a história “A força da vontade” de Nikolai Nadejdin. No mesmo ano, Shevchenko participou da ilustração da publicação de Aleksandr Bachutski “Os nossos desenhados da vivo pelos russos” («Наши, списанные с натуры русскими»). Na técnica de galvanocáustica, que era nova para a época, Shevchenko realizou uma ilustração para a edição russa do livro “A galvanografia” (em alemão:  Die Galvanographie) de Franz von Kobell. O editor da tradução russa deste livro, Valerian Semenenko-Kramarevski, atraiu Shevchenko para ilustrar outro livro, que publicou, “A história de Suvorov” (1843), onde possuía cenas do gênero, 32 ilustrações no total. Além disso, Shevchenko criou ilustrações para outro livro de Polevoi, “Os generais russos” (1843). As gravuras em metal baseadas em desenhos de Shevchenko e outros artistas foram realizadas pelo artista inglês John Robinson, também foram impressas em Londres.
No outono de 1842, Shevchenko fez uma viagem marítima para a Suécia e a Dinamarca, mas devido a uma doença, ele navegou em um navio a vapor apenas para Reval e voltou para São Petersburgo.

### Exílio
Em março de 1845, o Conselho da Academia da Arte atribuiu a Shevchenko o título de "artista". No dia 5 de abril de 1847 Shevchenko foi preso no processo da Irmandade dos Santos Cirilo e Metódio, organização política que pretendia a liberalizar o Império Russo, transformando-a numa federação de estados eslavos. Embora seja provável que Shevchenko nem fosse membro efectivo da irmandade, a polícia russa encontrou com ele o poema "Sonho" (Son), que atacava a monarquia russa, satirizava o czar Nicolau I e a sua esposa, rainha Alexandra.
Shevchenko foi enviado à prisão em São Petersburgo, e depois mandado para o exílio na base militar russa de Orsk, perto da cidade de Oremburgo, junto aos montes Urais. O czar Nicolau confirmou a sentença, acrescentando a proibição de “escrever ou desenhar”.
Em 1857 Shevchenko voltou do exílio, apôs receber o perdão real, mas na condição de não poder viver em São Petersburgo, ordenado a fixar a residência em Nijni-Novgorod. Só em maio de 1859, Shevchenko finalmente recebeu a permissão de visitar a Ucrânia.

### Morte e enterro (1861)
Estando nas terríveis condições de servidão penal, Shevchenko adquiriu uma doença incurável do coração e do fígado como resultado de reumatismo, escorbuto e malária. Seus problemas de saúde também eram agravados pela tristeza, carência, ausência de família, saudades de casa, constante tensão nervosa e ansiedade devido às perseguições constantes e à ameaça de novas repressões. Além disso, o clima de São Petersburgo, com alta umidade, era desfavorável para uma pessoa com problemas cardíacos. Na sala apertada, onde Shevchenko morava na Academia de Artes, não havia ar suficiente e, além disso, ele foi envenenado pelos ácidos usados na gravura. O poeta não perdeu a esperança de voltar à Ucrânia, exortou Bartolomeu Shevchenko a acelerar a compra da propriedade “acima do Dnipro”.
Desde o outono de 1860, a saúde do poeta começou a piorar. Em 23 de novembro, tendo se encontrado com o doutor Eduard Iakovlevitch Bari na casa de Mikhail Lazarevski, Shevchenko queixou-se principalmente de dores no peito. O médico, depois de ouvir o peito, aconselhou Shevchenko a se cuidar. Desde então, sua saúde vem se deteriorando a cada dia. Em janeiro e fevereiro, Shevchenko sentou-se quase sem saída na sala, ocasionalmente apenas visitando alguns conhecidos. Até os últimos dias, Shevchenko continuou trabalhando.

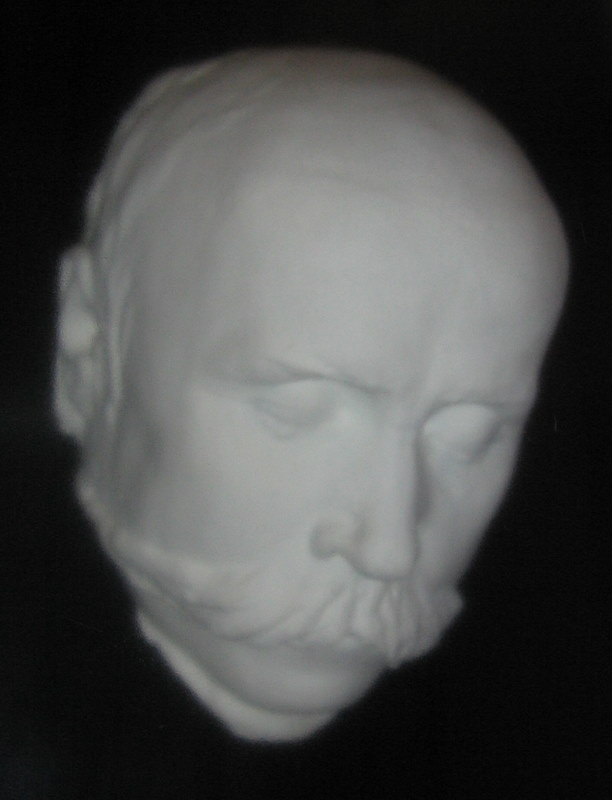
Máscara póstuma de Shevchenko

Na noite de 24 para 25 de fevereiro, Shevchenko teve um ataque excepcionalmente forte de falta de ar, ele foi atormentado por uma dor insuportável no peito; não podia ficar deitado a noite toda sem encontrar um lugar para si. Na manhã de 25 de fevereiro, Lazarevski foi até Shevchenko, que o encontrou em um sofrimento incrível. A doença foi complicada por hidropisia geral e edema pulmonar. O poeta morreu às cinco horas da manhã do dia 10 de março de 1861 (26 de fevereiro de acordo com o calendário juliano), em decorrência de uma parada cardíaca, apenas um dia após seu 47º aniversário.
Antes de sua morte, o poeta escreveu a lápis na gravura de um autorretrato em 1860 seu último poema “Podemos deixar isso, coitado” («Чи не покинуть нам, небого»). O crítico literário ucraniano Pavlo Záitsev chamou esta obra de “um documento poético incomparável da luta de uma alma imortal com um corpo mortal diante da morte física”.
Em 26 de fevereiro, após um serviço fúnebre, o corpo do falecido foi transferido para a igreja acadêmica por seus amigos mais próximos. No mesmo dia, telegramas sobre a morte do poeta foram enviados à Ucrânia: para Quieve, Carcóvia, Tcherniguiv, Poltava, Krementchuk, Odessa, Quérson, Iekaterinoslav e outras cidades, onde a notícia poderia ser enviada por telégrafo.
O poeta no caixão foi pintado pelos artistas Mikhail Mikéchin, Vassili Verechtcháguin, Lev Jemtchújnikov, M. Dmitriev e P. Eisner. O escultor Peter Clodt removeu uma máscara de gesso do falecido. O funeral ocorreu em 28 de fevereiro no cemitério Smolensk, em São Petersburgo. Muitas pessoas e estudantes compareceram ao funeral do poeta. Quase todos os escritores, cientistas, jornalistas e pintores de São Petersburgo vieram. Entre eles: Mikola Kostomárov, Vassil Bilozerski, Panteleimon Kulích, Grigori Tchestakhívski, Oleksandr Afanássiev-Tchujbínski, os irmãos Lazarevski, Nikolai Nekrássov, Fiódor Dostoiévski, Nikolai Chelgunov, Nikolai e Aleksandr Serno-Soloviovitch, Mikhail Saltikóv-Chtchedrín, Nikolai Leskov, Mikhail Mikháilov, Aleksandr Pípin, Iván Panáiev, Vassili e Nikolai Kúrotchkin, os irmãos Jemtchújnikov, Nikolai Pomialóvski, Krunevitch e muitos outros.

### Reenterro na Ucrânia

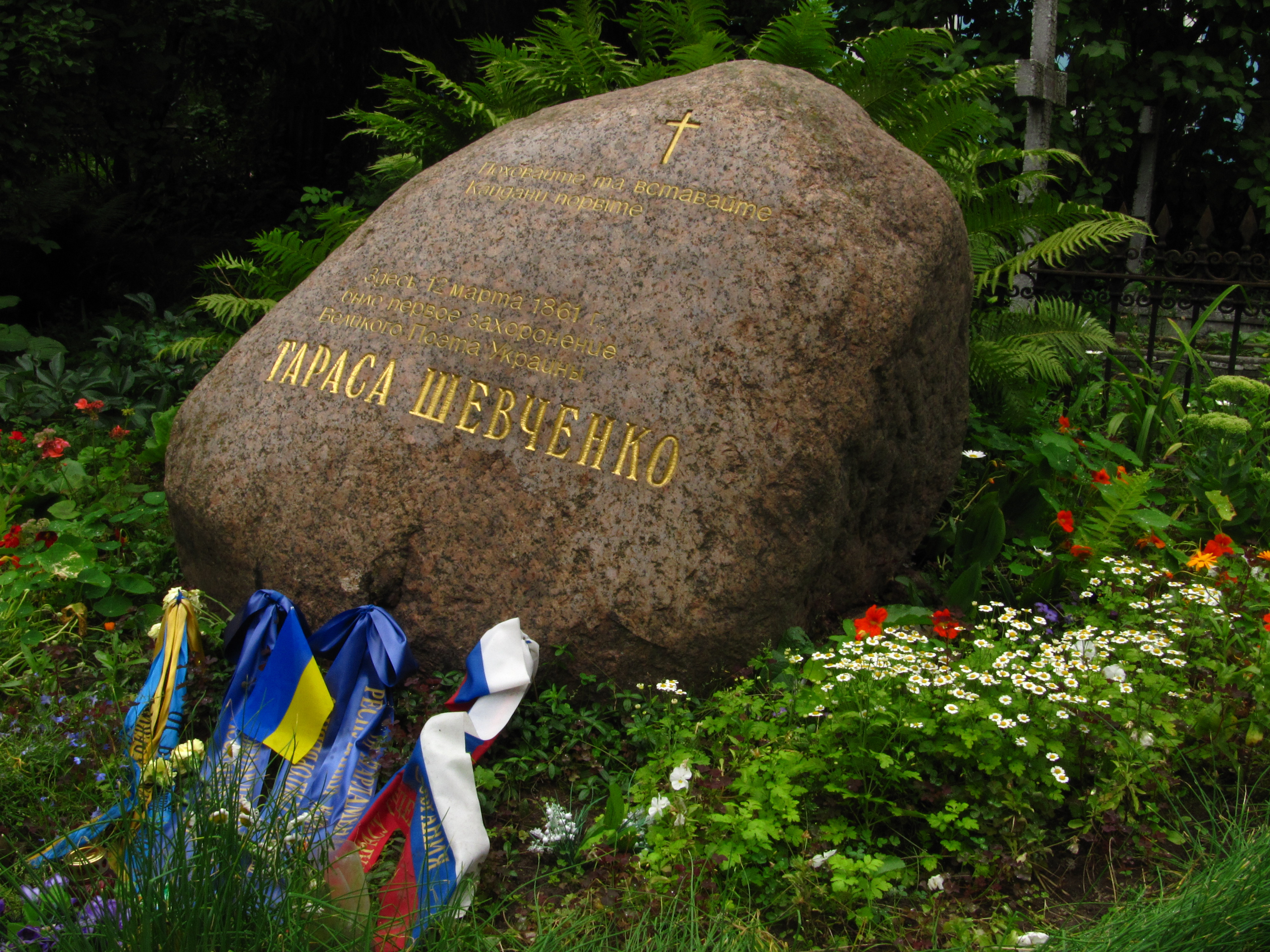
Sepultura no cemitério Smolensk em São Petersburgo

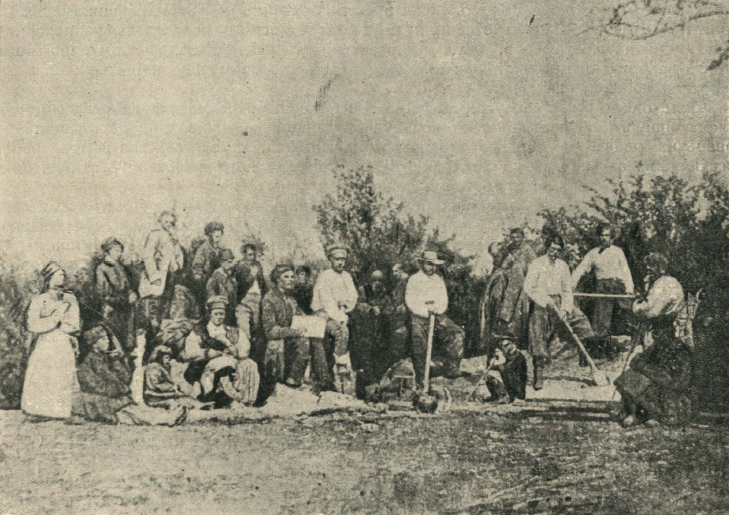
Aldeões cavam o túmulo de Shevchenko na Colina Monástica perto de Kaniv (1861)

Após cinquenta e oito dias, as cinzas de Shevchenko estavam em São Petersburgo, seu caixão, de acordo com o testamento, a pedido de Mikhail Lazarevsky, após obter permissão em abril do mesmo ano, foi transportado para a Ucrânia e enterrado novamente na colina Tchernétcha (ou Colina Monástica) nos arredores da cidade de Kaniv.
Em 8 de maio de 1861, o caixão foi desenterrado, transportado por toda São Petersburgo até a estação ferroviária Nikolaievski e transportado de trem para Moscovo. Além disso, o caminho passou por Sérpukhov, Tula, Oriol, Kromi, Dmitrovsk, Sevsk, Glukhiv, Krolevets, Baturin, Nijin, Nossivka, Bobrovitsa, Brovari para Quieve. Depois de desatrelar os cavalos da carroça, os alunos da Universidade de São Vladimir carregaram o caixão pela Ponte das Cadeias e mais adiante ao longo do aterro até a Igreja da Natividade na área histórica de Quieve Podil.
Em Quieve, estudantes, poetas, muitos quievanos se despediram de Taras. Houve até uma opinião, também apoiada pelos parentes do poeta, de enterrá-lo em Quieve. Mas Grigori Tchestakhívski defendeu a ideia do enterro em Kaniv, porque Shevchenko, durante sua vida, sonhou com “um refúgio tranquilo e paz perto de Kaniv”.
Em 20 de maio de 1861, os restos mortais do Shevchenko foram transportados de Quieve para Kaniv no navio a vapor “Krementchug”. Por dois dias, o caixão ficou na Catedral da Assunção e, no dia 22 de maio, após a cerimônia fúnebre na igreja, as cinzas foram levadas para a Colina Monástica. Além disso, uma cruz de madeira foi transferida para lá e instalada na sepultura.

## Cartas
Até hoje sobreviveram 237 cartas particulares, 15 cartas oficiais e 4 cartas coletivas assinadas por Shevchenko. Essas cartas cobrem um período de quase 22 anos: de 15 de novembro de 1839 (a data da primeira carta conhecida endereçada a seu irmão Miquita Shevchenko) a 24 de fevereiro de 1861 (data da carta antes de sua morte para Iván Mokritski). Segundo o próprio Shevchenko, sabe-se que ele adorava se corresponder, e durante o período de exílio foi uma das maiores necessidades, um meio não só de autoexpressão, mas também de comunicação com o mundo exterior. Segundo o crítico literário Ieremia Eisenstock, a sociabilidade incomum do poeta e o grande interesse pelas pessoas e a capacidade de convergir rapidamente com elas tornavam sua correspondência especialmente interessante e valiosa não só para um historiador literário, mas também para um leitor comum. Restam evidências da extrema pontualidade de Shevchenko na correspondência. As palavras do herói da história “Um passeio com prazer e não sem moral”: “Tenho o nobre hábito de responder imediatamente à carta recebida”, referem-se plenamente ao próprio autor. Tendo recebido a mensagem, como lembrou Agatha Uskova, esposa do comandante da fortificação Novopetrovski, Shevchenko “literalmente mudou completamente, seus olhos brilharam com fogo”. O poeta se correspondia com parentes, amigos, companheiros de exílio; escritores e cientistas, artistas e atores ucranianos, russos e poloneses.

## Diário
A partir de 12 de junho de 1857, após receber a notícia de uma possível demissão do exílio, Shevchenko passou a manter um diário na fortificação Novopetrovski de caráter memorialístico e jornalístico, onde descrevia os acontecimentos ocorridos ao seu redor, a vida de soldado e suas memórias e pensamentos. O diário foi aberto aos amigos de Shevchenko e foi escrito em russo para que alguns deles pudessem entendê-lo. Em 13 de julho de 1858, em São Petersburgo, o diário, composto por 102 folhas, foi concluído quando Shevchenko o apresentou a Mikhailo Lazarevski por ocasião de seu aniversário. No futuro, este trabalho contribuiu para a compreensão da biografia dos cientistas, patrimônio literário e artístico de Shevchenko, sua visão de mundo. Acredita-se que o diário ajudou Shevchenko a sobreviver à transição de um estado de cativeiro para uma vida livre. Além disso, Shevchenko deixou notas de natureza histórica e arqueológica (“Notas Arqueológicas”) e quatro artigos.

## Opiniões
Shevchenko tem a reputação de ser um pensador ucraniano notável. A fonte de iluminação e compreensão de Shevchenko (religiosa, política, cultural, ética, filosófica, estética, pedagógica e outras) são poesias, histórias, cartas e diários. Extremamente talentoso desde a infância, Shevchenko demonstrou uma sede desenfreada de conhecimento ao longo de sua vida, o que influenciou sua educação integral. Além disso, a Academia de Arte, onde se formou, não só forneceu ao artista conhecimento profissional, mas também uma educação clássica completa.

## Monumentos e memoriais fora da Ucrânia

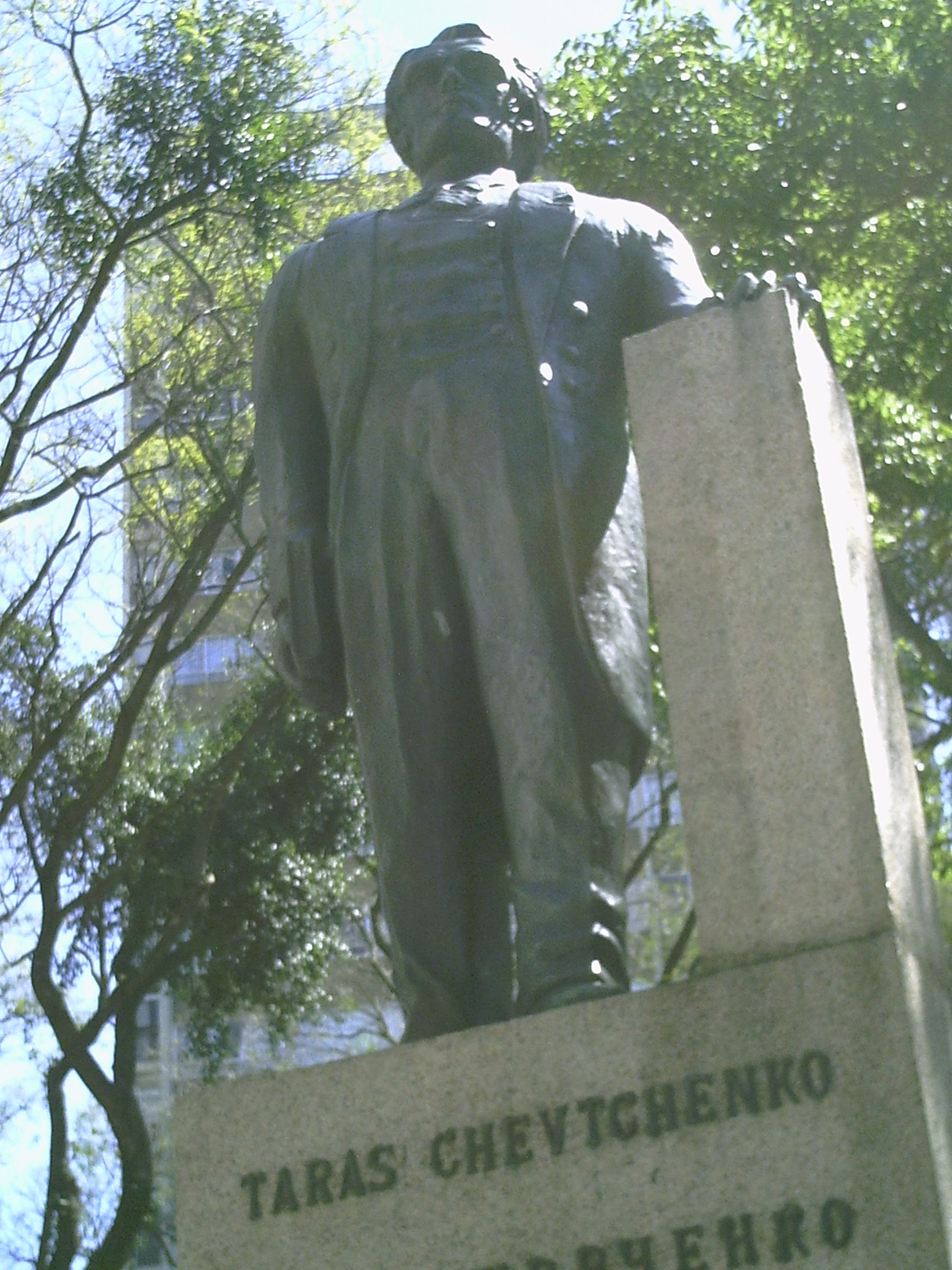
Estátua em Curitiba

- São Petersburgo, inaugurado em 1 de dezembro de 1918 pelo escultor letão Janis Tilbergs;
- São Petersburgo, inaugurado em 22 de dezembro de 2000;
- Orsk, monumento no território da base militar onde Shevchenko foi soldado;
- Aqtau (entre 1964 e 1992 chamada de Shevchenko).

Existem vários monumentos a Shevchenko nos países onde vive a diáspora ucraniana:
- Washington DC, junto ao Dupont Circle;
- Ontário, parque memorial em Oakville;
- Curitiba, monumento na Praça da Ucrânia;
- Prudentópolis, o da Monumental Paróquia Católico Ucraniana São Josafat.
- União da Vitória, Estátua em sua homenagem na Praça da Ucrânia.

Curiosidades
A banda britânica de rock New Order lançou um álbum de vídeo intitulado Taras Shevchenko em agosto de 1983. Ele contém o registro de um show realizado no Ukrainian National Home, em Nova Iorque, no dia 18 de novembro de 1981.